# Sun Fajing
Sun Fajing (chinesisch 孙发京, Pinyin Sūn Fājīng; * 3. Oktober 1996 in Shanxi) ist ein chinesischer Tennisspieler.

## Karriere
Sun spielt hauptsächlich Turniere auf der Future und Challenger Tour. Bislang konnte er einen Einzel- und drei Doppeltitel auf der Future Tour gewinnen. Im Oktober 2017 konnte er seinen ersten Erfolg auf der Challenger Tour feiern, als er zusammen mit Gao Xin den Doppelbewerb in Suzhou gewann.
2016 feierte er sein Debüt auf der ATP World Tour, als er mit einer Wildcard im Doppelfeld in Chengdu antrat. An der Seite von He Yecong verlor er das Auftaktmatch gegen die späteren Turniersieger Raven Klaasen und Rajeev Ram in zwei Sätzen. Ein Jahr später erhielt Sun erneut eine Wildcard für das Turnier in Chengdu. Mit seinem Partner Tergel verlor er erneut in der ersten Runde gegen das Duo Santiago González und Nenad Zimonjić. Sowohl im Einzel als auch im Doppel schaffte er bereits den Sprung in die Top 200 der Weltrangliste.

## Erfolge
| Legende (Anzahl der Siege) |
| Grand Slam                 |
| ATP Finals                 |
| ATP Tour Masters 1000      |
| ATP Tour 500               |
| ATP Tour 250               |
| ATP Challenger Tour (5)    |

### Einzel

#### Turniersiege
| Nr. | Datum        | Turnier | Belag     | Finalgegner | Ergebnis  |
| --- | ------------ | ------- | --------- | ----------- | --------- |
| 1.  | 11. Mai 2025 | Wuxi    | Hartplatz | Alex Bolt   | 7:64, 6:4 |

### Doppel
| Nr. | Datum              | Turnier    | Belag     | Partner                  | Finalgegner                   | Ergebnis          |
| --- | ------------------ | ---------- | --------- | ------------------------ | ----------------------------- | ----------------- |
| 1.  | 28. Oktober 2017   | Suzhou     | Hartplatz | Gao Xin                  | Gong Maoxin Zhang Ze          | 7:65, 4:6, [10:7] |
| 2.  | 15. September 2019 | Shanghai   | Hartplatz | Gao Xin                  | Marc Polmans Scott Puodziunas | 2:6, 6:4, [10:7]  |
| 3.  | 12. Oktober 2024   | Hangzhou   | Hartplatz | Tergel                   | Thomas Fancutt Yūta Shimizu   | 6:3, 7:5          |
| 4.  | 21. Juli 2025      | Pozoblanco | Hartplatz | Iñaki Montes de la Torre | Antani Genow Roy Stepanov     | 6:1, 7:68         |